# Quick Fix
Quick Fix, född 24 mars 2009 på Menhammar stuteri i Ekerö i Stockholms län, är en svensk varmblodig travhäst. Han tränas av Lutfi Kolgjini och körs oftast av Adrian Kolgjini.
Quick Fix inledde karriären i juni 2012 och tog sin första seger redan i debutloppet. Han har till maj 2018 sprungit in 4,6 miljoner kronor på 72 starter varav 15 segrar, 11 andraplatser och 6 tredjeplatser. Han har tagit karriärens hittills största seger i Prix d'Etain Royal (2015). Han har även segrat i Klass I-final (feb 2015), Prix de Chateaudun (2015) och Klosterskogen Grand Prix (2016) samt kommit på tredjeplats i Sweden Cup (2016).